# Pieter Demuynck
Pour les articles homonymes, voir Demuynck.

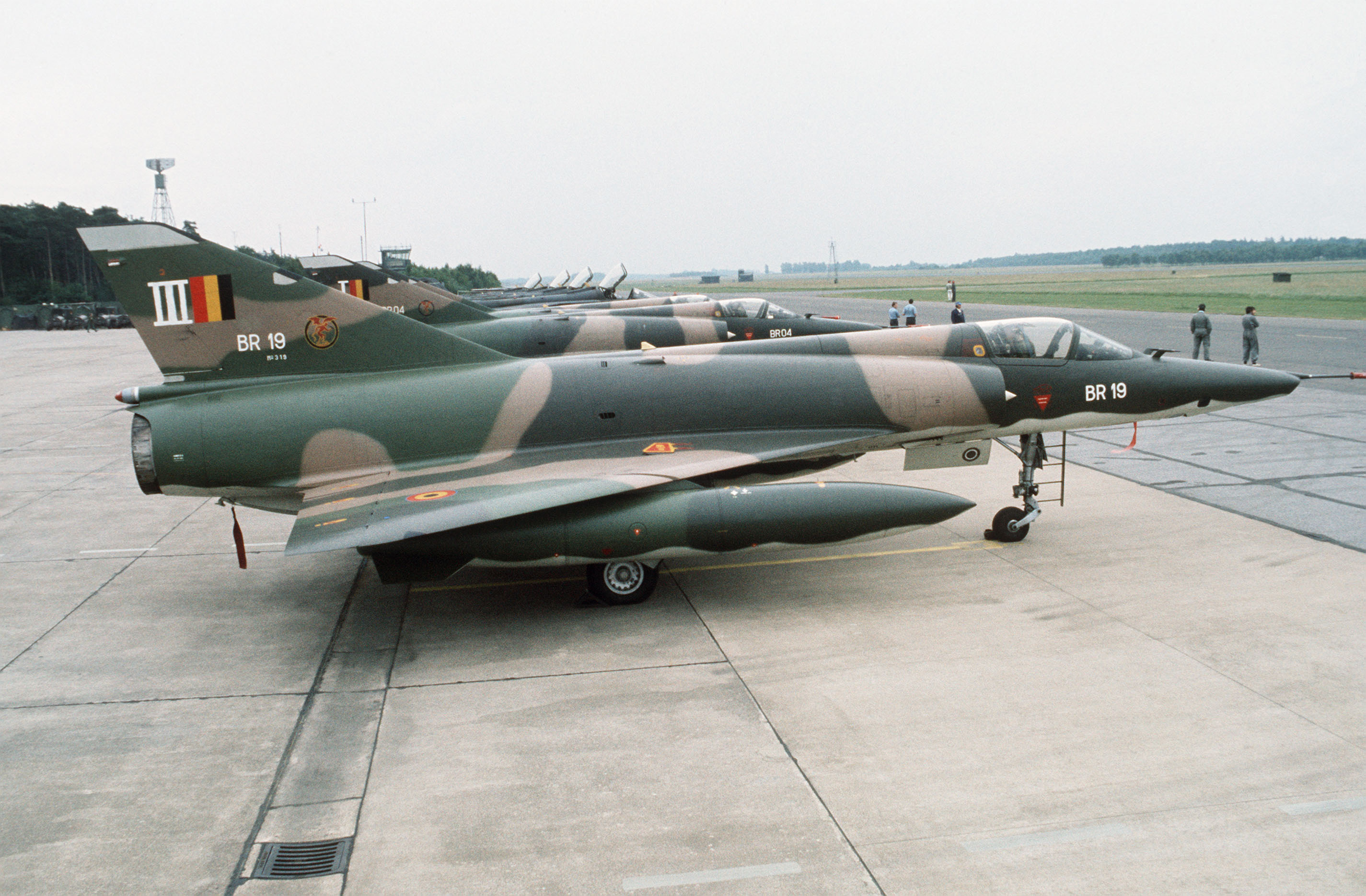
Photo de l'avion en cause de l'accident, le 15 mai 1978.

Pieter Demuynck, né le 26 novembre 1963 et mort à Flémalle le 20 décembre 1989, est un lieutenant aviateur belge.

## Biographie

### Accident aérien
Le 20 décembre 1989, alors que Pieter était en mission à bord d'un Mirage 5BR BR19, un problème moteur survient et l'oblige à atterrir d'urgence à l'aéroport de Bierset, à quelques kilomètres de Liège. Constatant l'incapacité d'atteindre la piste à temps, il décide de faire crasher son avion dans une zone sans habitats, tâche difficile au vu de la densité de population aux alentours. Il parvient toutefois à s'éjecter et à faire crasher son avion dans des bois près des Awirs (les bois de Hautepenne, près du château homonyme, au lieu-dit Thiers Pays) n'occasionnant que des dégâts matériels. Cependant, l'altitude à laquelle il s'est éjecté étant trop basse, il ne survivra pas à son éjection ; son corps est retrouvé avec son parachute dans les arbres, à quelques mètres de l'avion enflammé.
Il s'agissait de l'un de ses derniers vols au sein de l'armée puisqu'il devait rejoindre, moins d'un mois plus tard, la Sabena, compagnie aérienne nationale belge.

## Commémoration
Chaque année, depuis la première commémoration en 2007, une commémoration officielle a lieu à l'endroit du crash de son avion, organisée par le comité Qualité de Vie des Awirs en collaboration avec l'une des écoles communales des Awirs et des habitants des Awirs. Cette commémoration, se déroulant fin décembre, se fait à la stèle en mémoire de Pieter ; elle est à l'occasion fleurie et éclairée d'une lanterne.
En 2014, pour le 25e anniversaire de sa mort, le comité Qualité de Vie des Awirs s'est associé avec l'école, la famille de l'aviateur, La Défense, ses anciens chefs et partenaires ainsi que l'administration de la commune de Flémalle.
Sur sa stèle, fleurie et éclairée par une lanterne chaque année, est inscrit : « En souvenir du lieutenant aviateur P. Demuynck tombé en service commandé le 20 décembre 1989 ». Un autre panneau avec un poème écrit par un de ses anciens compagnons d'escadrille est situé près de la stèle ; un chemin nommé Chemin l'Aviateur Pieter Demuynck permet d'accéder au lieu de commémoration.

### Commémoration des 30 ans
Pour la cérémonie des 30 ans de l'incident, une grande organisation en amont a eu lieue. Le Major aviateur Van Buggenhout s'est rendu quelques jours avant la commémoration dans une classe d'une école primaire des Awirs pour expliquer aux élèves la tragédie. Pour cette commémoration, des porte-drapeaux de différentes associations patriotiques se sont rendues sur place tandis que les élèves de l'école primaire ont lu des textes en néerlandais pour les parents de Pieter présents sur place. Pendant le moment de silence, trois (ou quatre) avions, des F-16, survolent les Awirs pour lui rendre hommage. Cette cérémonie était accompagnée de trompettistes de la Musique Royale des Guides. Cet commémoration avait pour but de rendre hommage à Pieter mais aussi d'inclure des valeurs d'héroïsme, de respect de la vie d'autrui et de courage aux élèves présents.